# Dicranopygium parvulum
Dicranopygium parvulum är en enhjärtbladig växtart som först beskrevs av Gunnar Wilhelm Harling, och fick sitt nu gällande namn av Gunnar Wilhelm Harling. Dicranopygium parvulum ingår i släktet Dicranopygium och familjen Cyclanthaceae.
Artens utbredningsområde är Colombia.

## Underarter
Arten delas in i följande underarter:
- D. p. macarenense
- D. p. parvulum